# Free Jazz: A Collective Improvisation
Free Jazz: A Collective Improvisation — альбом джазового саксофониста и композитора Орнетта Коулмана, записанный в 1960 году.
На обложке первого издания пластинки была размещена картина Джексона Поллока «Белый свет». Альбом дал название стилю фри-джаз и стал одним из первых релизов свободного джаза.

## Список композиций
Автор музыки — Орнетт Коулман.
1. «Free Jazz» — 37:10
2. «First Take» — 17:02 (бонус на переиздании компакт-диска)

## Участники записи

### Левый канал
- Орнетт Коулман — альт-саксофон
- Дон Черри — карманная труба
- Скотт ЛаФаро — контрабас
- Билли Хиггинс — ударные

### Правый канал
- Эрик Дольфи — бас-кларнет
- Фредди Хаббард — труба
- Чарли Хейден — контрабас
- Эд Блэквелл — ударные